# Andrew Wiggins
Andrew Christian Wiggins (Toronto, Ontario, 23 de febrer de 1995) és un jugador de bàsquet canadenc que actualment pertany a la plantilla dels Golden State Warriors de l'NBA. Va jugar bàsquet universitari pels Jayhawks de la Universitat de Kansas. Va ser el segon jugador de bàsquet canadenc triat número u en el draft de l'NBA. El seu talent i atletisme ha estat comparat amb Tracy McGrady. Amb 2,03 metres d'alçada, s'exerceix en les posicions d'aler i escorta. Té un anell de campió de l'NBA.

## Biografia
Wiggins va néixer a la ciutat canadenca de Toronto i va viure al barri proper de Thornhill. És fill de l'exjugador de l'NBA Mitchell Wiggins i de l'exatleta canadenca Marita Payne-Wiggins. Un dels seus germans grans, Nick Wiggins, juga actualment en el mateix equip de l'NBA, els Minnesota Timberwolves, després d'haver jugat en l'equip escolar de Wichita State, mentre que el seu altre germà gran, Mitchell Jr. Wiggins, va fer el mateix en la Southeastern University de Florida. El seu cosí Antwaine Wiggins és un jugador aler del Club Atlético Platense del Torneig Nacional d'Ascens de l'Argentina.

## Trajectòria esportiva

### Institut
Wiggins va acudir a l'institut "Vaughan Secondary School" durant dos anys, abans de transferir-se a l'institut "Huntington Prep School" de Virgínia Occidental.

### Universitat
El 14 de maig de 2013, Wiggins es va comprometre amb els Kansas Jayhawks de la Universitat de Kansas. Abans de l'anunci va reconèixer haver rebut propostes de la Universitat de Kentucky, de la Universitat de Carolina del Nord i de la Universitat Estatal de Florida.
Va debutar amb els Jayhawks el 29 d'octubre de 2013 davant Pittsburg State. El 8 de març de 2014 va anotar 41 punts davant la Universitat de Virgínia Oest, l'anotació més alta d'un freshman en la Big 12 Conference des dels 44 que va fer Michael Beasley el 2008.
En el Torneig de l'NCAA, Kansas va ser eliminada per la Universitat Stanford. Wiggins va fer un discret partit de 4 punts i 4 rebots. Pocs dies després va anunciar la seva presència en el Draft.

#### Estadístiques
| Any     | Equip  | PJ | MPP  | %TC  | %3P  | %TL  | RPP | APP | ROB | TPP | PPP  |
| ------- | ------ | -- | ---- | ---- | ---- | ---- | --- | --- | --- | --- | ---- |
| 2013–14 | Kansas | 35 | 32.8 | .448 | .341 | .775 | 5.9 | 1.5 | 1.2 | 1.0 | 17.1 |

### NBA

#### Minnesota Timberwolves
El 31 de març de 2014, Wiggins es va declarar elegible pel draft de l'NBA. El 26 de juny de 2014, va ser triat número 1 del Draft de l'NBA de 2014 pels Cleveland Cavaliers. El 24 de juliol de 2014, va signar el seu contracte de rookie amb els Cavaliers.
El 23 d'agost de 2014, Wiggins va ser traspassat als Minnesota Timberwolves en un acord entre tres equips que va involucrar als Philadelphia 76ers i als Cavaliers. Amb aquest traspàs, Wiggins es va convertir en el segon jugador des de la fusió ABA-NBA, a ser triat número 1 del draft, només per ser negociat sense jugar cap partit amb l'equip que el va seleccionar originalment (Chris Webber va ser el primer després del Draft de l'NBA de 1993).
El 29 d'octubre de 2014, Wiggins va fer el seu debut com a professional en la derrota dels Timberwolves contra els Memphis Grizzlies per 101-105. En 18 minuts d'acció com a titular, va registrar 6 punts, 3 rebots, 2 robatoris i una assistència.
El 30 de maig de 2015 va guanyar el premi Rookie de l'Any de l'NBA de la temporada 2014-15.
El 2022 va guanyar l'anell de campió de l'NBA amb els Golden State Warriors, en una final a sis partits contra els Boston Celtics.

## Estadístiques

### Temporada regular
| Any     | Equip     | PJ | PT | MPP  | %TC  | %3P  | %TL  | RPP | APP | ROB | TPP | PPP  |
| ------- | --------- | -- | -- | ---- | ---- | ---- | ---- | --- | --- | --- | --- | ---- |
| 2014-15 | Minnesota | 82 | 82 | 36.2 | .437 | .310 | .760 | 4.6 | 2.1 | 1.1 | 0.6 | 16.9 |
| Total   | Total     | 82 | 82 | 36.2 | .437 | .310 | .760 | 4.6 | 2.1 | 1.1 | 0.6 | 16.9 |

## Competicions internacionals
Wiggins va participar en el Campionat Mundial de Bàsquet Sub-17 de 2010 i en el Campionat de Bàsquet FIBA Amèriques Sub-18 de 2012, ajudant a la Selecció de bàsquet del Canadà a guanyar la medalla de bronze en cada torneig. Durant el torneig de 2010, Wiggins va ser company d'Anthony Bennett, l'elecció número 1 del Draft de l'NBA de 2013 i el seu company d'equip en els Minnesota Timberwolves. En el torneig de 2012, Wiggins va liderar l'equip en anotació amb 15,2 punts per partit, a més de 7,6 rebots per partit.